# Brežice
Brežice (wymowaⓘ; niem. Rann) – miasto w Słowenii, nad rzeką Sawą, siedziba administracyjna gminy Brežice. 1 stycznia 2017 liczyły 6772 mieszkańców.
W mieście jest stacja kolejowa Brežice.

## Historia
Brežice uzyskały prawa miejskie w 1354 roku i w średniowieczu były ważnym ośrodkiem handlu.
W XV i XVI wieku miasto kilkakrotnie ucierpiało od najazdów tureckich. W trakcie powstania chłopskiego  w 1515 roku chłopi spalili zamek w Brežicach.

## Zabytki
Brežice szczycą się bogatym dziedzictwem historycznym i kulturowym. Muzeum Doliny Sawy (słoweń. Posavski muzej Brežice), mieszczący się na zamku Brežice, zawiera eksponaty archeologiczne i etnologiczne, eksponaty chorwackiego i słoweńskiego buntu chłopskiego oraz kolekcję nowożytnej historii. W mieście znajduje się wieża ciśnień Brežice z 1914, mająca 46 m wysokości. Ponadto w Brežicach znajdują się Kościół Św. Wawrzyńca z Rzymu, Kościół Św. Rocha i Kościół Św. Lenarta oraz żelazny most.

## Osoby związane z miastem
- Ernest Angelo (ur. 1898) – polski oficer
- Ivo Benkovič (1875–?) – słoweński polityk
- Albin Bregar (?–1894) – słoweński pisarz
- Vojko Černelč (1934) – słoweński redaktor i dziennikarz
- Mirjan Damaška (1931) – słoweński prawnik
- Vanda Gerlovič (1925–2001) – słoweński śpiewak operowy
- Anton Gvajc (1865–1935) – słoweński malarz
- Vera Horvat, (1906–?) – słoweński malarz
- Primož Kozmus (1979) – słoweński młociarz
- Anton Krošl (1905–1945) – słoweński historyk
- Jože Krošl (1894–1978) – słoweński teolog i socjolog
- Franc Kruljc (1873–1954) – słoweński geolog
- Dušan Kuščer (1920) – słoweński geolog
- Boris Lipužič (1930) – słoweński geograf
- Janez Mencinger (1838–1912) – słoweński pisarz i tłumacz
- Avgust Munda (1886–1971) – słoweński ichtiolog
- Ljudmila Poljanec (1874–1948) – słoweński poeta
- Miloš Poljanšek (1923) – specjalista ds slawistyki
- Karel Přibil (1877–1944) – ekspert oświatowy i tłumacz
- Georgius de Rain (?–1416) – pisarz
- Radoslav Razlag (1826–1880) – słoweński poeta i polityk
- Željko Ražnatović (1952–2000) – serbski przywódca paramilitarny
- Jurij Rovan (1975) – słoweński skoczek o tyczce
- Gustave Satter (1832–?) – austriacki kompozytor
- Lavoslav Schwentner (1865–1952) – słoweński publicysta
- Boris Sikošek (1922) – słoweński geolog
- Gvidon Srebre (1839–1926) – słoweński polityk
- Franjo Stiplovšek (1898–1963) – słoweński malarz i rysownik
- Viktor Tiller (1878–1961) – słoweński geograf i historyk
- Andrej Urek (1836–1904) – słoweński poeta
- Jaka Žorga (1888–1942) – słoweński polityk
- Matic Ivačič (1993) - słoweński żużlowiec